# Celerena latiflava
Celerena latiflava là một loài bướm đêm trong họ Geometridae.